# NGC 3047
NGC 3047 је спирална галаксија у сазвежђу Секстант која се налази на NGC листи објеката дубоког неба.
Деклинација објекта је - 1° 17' 28" а ректасцензија 9h 54m 32,0s. Привидна величина (магнитуда) објекта NGC 3047 износи 14,1 а фотографска магнитуда 15,0. NGC 3047 је још познат и под ознакама UGC 5323, MCG 0-25-33, CGCG 7-59, double system, PGC 28577.